# Famille Blanckenhagen
 (août 2024).
La mise en forme du texte ne suit pas les recommandations de Wikipédia : il faut le « wikifier ».
Les points d'amélioration suivants sont les cas les plus fréquents. Le détail des points à revoir est peut-être précisé sur la page de discussion.
- Les titres sont pré-formatés par le logiciel. Ils ne sont ni en capitales, ni en gras.
- Le texte ne doit pas être écrit en capitales (les noms de famille non plus), ni en gras, ni en italique, ni en « petit »…
- Le gras n'est utilisé que pour surligner le titre de l'article dans l'introduction, une seule fois.
- L'italique est rarement utilisé : mots en langue étrangère, titres d'œuvres, noms de bateaux, etc.
- Les citations ne sont pas en italique mais en corps de texte normal. Elles sont entourées par des guillemets français : « et ».
- Les listes à puces sont à éviter, des paragraphes rédigés étant largement préférés. Les tableaux sont à réserver à la présentation de données structurées (résultats, etc.).
- Les appels de note de bas de page (petits chiffres en exposant, introduits par l'outil «  Source ») sont à placer entre la fin de phrase et le point final[comme ça].
- Les liens internes (vers d'autres articles de Wikipédia) sont à choisir avec parcimonie. Créez des liens vers des articles approfondissant le sujet. Les termes génériques sans rapport avec le sujet sont à éviter, ainsi que les répétitions de liens vers un même terme.
- Les liens externes sont à placer uniquement dans une section « Liens externes », à la fin de l'article. Ces liens sont à choisir avec parcimonie suivant les règles définies. Si un lien sert de source à l'article, son insertion dans le texte est à faire par les notes de bas de page.
- La présentation des références doit suivre les conventions bibliographiques. Il est recommandé d'utiliser les modèles {{Ouvrage}}, {{Chapitre}}, {{Article}}, {{Lien web}} et/ou {{Bibliographie}}. Le mode d'édition visuel peut mettre en forme automatiquement les références.
- Insérer une infobox (cadre d'informations à droite) n'est pas obligatoire pour parachever la mise en page.

Pour une aide détaillée, merci de consulter Aide:Wikification.
Si vous pensez que ces points ont été résolus, vous pouvez retirer ce bandeau et améliorer la mise en forme d'un autre article.
 (juin 2023).
La famille Blanckenhagen est une famille de la noblesse germano-balte.

## Histoire
La famille Blanckenhagen est très probablement originaire de Poméranie et remonte à Simon Blanckenhagen, cité comme étudiant à Leipzig en 1578 et pasteur de la paroisse de Pernau (1588-95), en Livonie. La famille est élevée à la noblesse impériale en 1794 et reçoit l'indigénat de Livonie en 1795. Elle est inscrite au registre de la noblesse de la chevalerie livonienne (de) (No 224).

## Quelques membres
- Simon (II) Blanckenhagen (et) (1589-1640). Après des études universitaires à Greifswald et Rostock, il devient en 1617 curé de l'église du Saint-Esprit de Tallinn[1]. Fils du précédent Simon.
- Hans Blanckenhagen(1631-1684), marchand de Tallinn (Reval). Fils du précédent.
- Simon (III) Blanckenhagen († 1681) également pasteur. Fils du précédent.
- Justus Blanckenhagen (et) (161-1713), pasteur de Kullamaa puis pasteur en chef de cathédrale Sainte-Marie de Tallinn, il devint Surintendant de Tallinn (1711-1713)[1],[2].
- Peter Heinrich Blanckenhagen l'Aîné (de) (1723–1794). Il s'installe à Riga et devient un important et riche marchand. Aîné de la Grande Guilde de Riga, il est à l'origine de la création de la Société caritative et économique de Livonie (de), première société économique à but non lucratif des provinces baltes de l'ancien empire russe[3]. Arrière-petit-fils de Hans († 1684).
- Wilhelm von Blanckenhagen (et) (1761-1840), fermier, seigneur d'Aahof, Bellenhof et Allasch.
- Johann Christian von Blanckenhagen († 1816 Bath, Angleterre ), marchand à Amsterdam.
- Peter Heinrich von Blanckenhagen(1765-1802), seigneur de Drobbusch (novads de Amata).
- Wilhelm Johann Otto von Blanckenhagen (1867−1934), conseiller du comté de Livonie.
- Peter Heinrich von Blanckenhagen (1909−1990), archéologue.

## Galerie

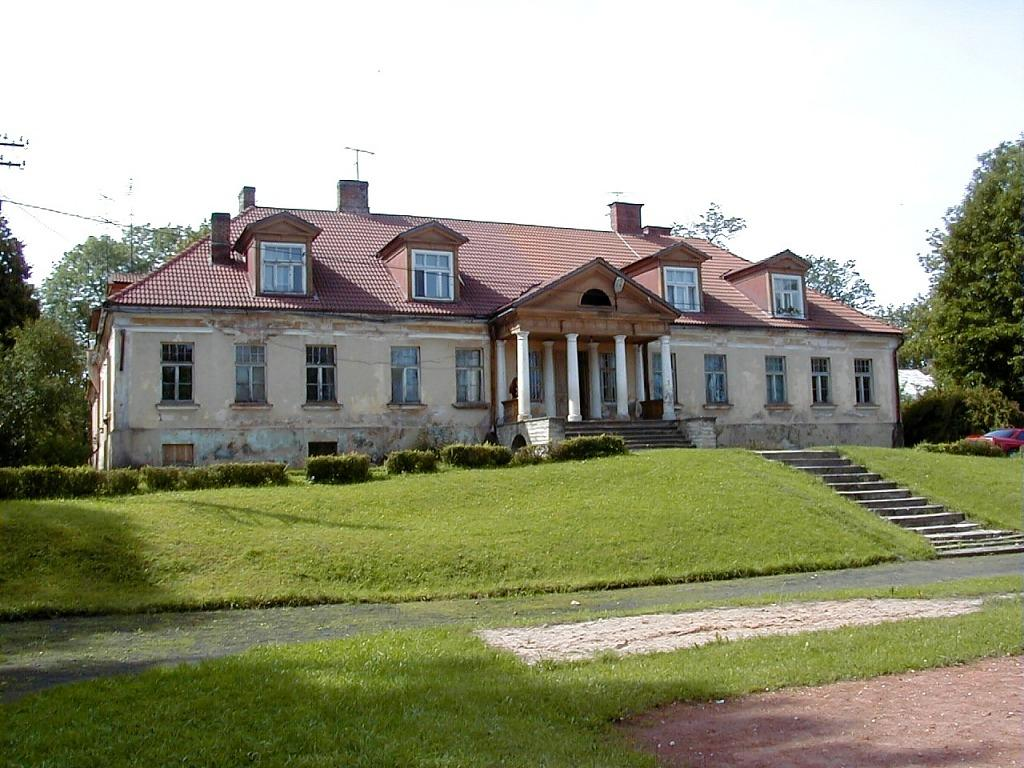
Manoir de Drobbusch
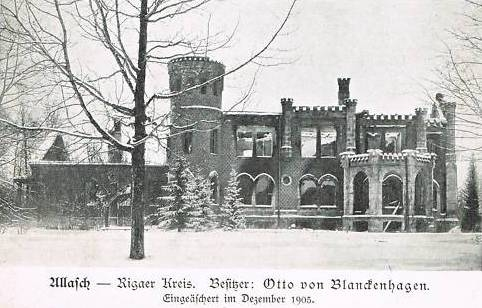
Château de Allasch en 1905